# Jean Mottez
Le capitaine de frégate Jean Mottez, né le 1er août 1909 à Toulon (Var) et disparu en mer Méditerranée le 5 décembre 1946, au large de Toulon, à bord du sous-marin U-2326, était un officier de marine français.